# Petron Megaplaza
Petron Megaplaza is een wolkenkrabber in Makati, Filipijnen. De bouw van de kantoortoren, die staat aan 358 Senator Gil Puyat Avenue, begon op 5 mei 1995 en werd op 30 april 1998 voltooid.

## Ontwerp
Petron Megaplaza is 210 meter hoog en telt 18 liften. Het bevat naast 45 bovengrondse verdiepingen, ook 5 ondergrondse etages, die, samen met de eerste 6 bovengrondse lagen in beslag worden genomen door een parkeergarage. De door Skidmore, Owings and Merrill in postmodernistische stijl ontworpen wolkenkrabber bevat verdiepingen van 15.512 vierkante meter. Vanaf 1998 tot aan de voltooiing van de PBCom Tower in 2000, was dit het hoogste gebouw van het land.